# The Adventure of the Cardboard Box
The Adventure of the Carboard Box(A Caixa de Papelão) é uma novela policial de Sir Arthur Conan Doyle protagonizada por Sherlock Holmes e Dr. Watson e publicada pela primeira vez na Strand Magazine em Janeiro de 1893 com 8 ilustrações de Sidney Paget. 

## Enredo
Sherlock Holmes fica sabendo por meio de um mensageiro do Inspetor Lestrade de um caso que envolve o que para a Scotland Yard não passa de uma brincadeira de mau gosto, mas Sherlock Holmes sabe que na verdade o caso é bem mais do que isso. A Srta. Cushing tem quase 50 anos, nunca se casou, e viveu toda a sua vida na mais absoluta calma, até o dia em que recebeu um pacote muito suspeito pelo correio, uma caixa de papelão dentro da qual havia duas orelhas humanas. 

## Ligações Externas
- A Caixa de Papelão, completo e ilustrado (em português)
- Wikisource-The Adventure of the Cardboard Box (em inglês)